# Ozineus angulistigma
Ozineus angulistigma är en skalbaggsart som beskrevs av Bates 1885. Ozineus angulistigma ingår i släktet Ozineus och familjen långhorningar.
Artens utbredningsområde är Panama. Inga underarter finns listade i Catalogue of Life.